# Біллінгтон-Гайтс (Нью-Йорк)
Біллінгтон-Гайтс (англ. Billington Heights) — переписна місцевість (CDP) в США, в окрузі Ері штату Нью-Йорк. Населення — 1748 осіб (2020).

## Географія
Біллінгтон-Гайтс розташований за координатами 42°47′6″ пн. ш. 78°37′36″ зх. д. / 42.78500° пн. ш. 78.62667° зх. д. (42.785031, -78.626552).  За даними Бюро перепису населення США в 2010 році переписна місцевість мала площу 8,29 км², з яких 8,27 км² — суходіл та 0,02 км² — водойми.

## Демографія
Згідно з переписом 2010 року, у переписній місцевості мешкало 1685 осіб у 683 домогосподарствах у складі 480 родин. Густота населення становила 203 особи/км².  Було 719 помешкань (87/км²).
Расовий склад населення:
| - 98,2 % — білих - 0,6 % — азіатів - 0,1 % — корінних американців - 0,1 % — чорних або афроамериканців |

До двох чи більше рас належало 0,9 %. Частка іспаномовних становила 0,7 % від усіх жителів.
За віковим діапазоном населення розподілялося таким чином: 20,8 % — особи молодші 18 років, 57,3 % — особи у віці 18—64 років, 21,9 % — особи у віці 65 років та старші. Медіана віку мешканця становила 49,1 року. На 100 осіб жіночої статі у переписній місцевості припадало 95,9 чоловіків;  на 100 жінок у віці від 18 років та старших — 92,6 чоловіків також старших 18 років.
Середній дохід на одне домашнє господарство  становив 93 046 доларів США (медіана — 84 091), а середній дохід на одну сім'ю — 122 650 доларів (медіана — 104 474). За межею бідності перебувало 2,2 % осіб, у тому числі 0,0 % дітей у віці до 18 років та 9,0 % осіб у віці 65 років та старших.
Цивільне працевлаштоване населення становило 777 осіб. Основні галузі зайнятості: освіта, охорона здоров'я та соціальна допомога — 19,9 %, публічна адміністрація — 15,3 %, науковці, спеціалісти, менеджери — 14,2 %.